# Витебская Сортировочная улица
Ви́тебская Сортиро́вочная улица — улица во Фрунзенском районе Санкт-Петербурга. Меридиональная улица в исторических районах Волково поле и Горячее поле. Проходит от линии Соединительной железной дороги до улицы Салова. Южнее улицы Салова переходит в Белградскую улицу. Параллельна Витебской железнодорожной линии и Волковскому проспекту.

## История
Название возникло в 1950-х годах по железнодорожной станции Витебская-Сортировочная. В 1998 году к Витебской Сортировочной улице была присоединена Алмазная улица.

## Пересечения
Витебскую Сортировочную улицу пересекают следующие улицы:
- улица Салова — пересечение с переходом Витебской Сортировочной в Белградскую улицу.

## Транспорт
Ближайшие к Витебской Сортировочной улице станции метро — «Волковская» (около 650 м по прямой от начала улицы) и «Бухарестская» (около 1 км по улице Салова от конца улицы) 5-й (Фрунзенско-Приморской) линии.
Движение наземного общественного транспорта по улице отсутствует.
Ближайшая к Витебской Сортировочной улице железнодорожная платформа — Воздухоплавательный парк (кратчайшее расстояние — около 100 м по прямой).
На расстоянии около 150 м к западу от улицы находится грузовая станция Витебская-Сортировочная. Северное окончание Витебской Сортировочной улицы примыкает к западной части грузовой железнодорожной станции Волковская.

## Общественно значимые объекты
- локомотивное депо;[уточнить]
- вокзал платформы Воздухоплавательный парк — дом 1;[уточнить]
- бывший детский сад № 73 — дом 18;
- типовые погреба-ледники для нужд Московско-Виндаво-Рыбинской железной дороги, ныне Витебской.